# ایستگاه مشیرب
ایستگاه مشیرب یک ایستگاه مترو در دوحه قطر است که بین مشیرب مرکز دوحه و مشیرب قرار دارد. این ایستگاه به‌عنوان یک ایستگاه انتقالی بین خطوط قرمز، طلایی و سبز متروی دوحه عمل می‌کند و بزرگ‌ترین ایستگاه در شهر دوحه محسوب می‌شود.

## تاریخچه
در سال ۲۰۱۵، برنامه‌ریزی شد که این ایستگاه تا اواسط سال ۲۰۱۸ تکمیل شود و شش مورد از ۱۲ گذر دستگاه حفاری تونل آن نیز تکمیل شود. تا فوریهٔ ۲۰۱۸، سازهٔ اصلی فولادی تکمیل شد و کار بر روی روکش سقف سنگی آغاز شد. در نوامبر ۲۰۱۸، کار تقریباً به پایان رسید و تنها کارهای جزئی احداث باقی مانده بود.
این ایستگاه به‌همراه باقی فاز اول خط قرمز در ۸ مهٔ ۲۰۱۹ افتتاح شد. خدمات‌رسانی در خط طلایی در ۲۲ نوامبر همان سال همزمان با افتتاح خط، و خدمات‌رسانی خط سبز نیز در ۱۰ دسامبر آغاز شد.
ایستگاه متروی مشیرب جایزهٔ ویژه طراحی داخلی ۲۰۲۰ را از سوی جایزه ورسای دریافت کرده‌است.

## طرح‌بندی ایستگاه
| همکف | سطح خیابان                                      | خروجی/ورودی                                       | خروجی/ورودی            |
| -۱   | مزانین                                          | کنترل کرایه، فروش بلیط                            | کنترل کرایه، فروش بلیط |
| -۲   | خدمات عمومی                                     | مغازه‌ها                                           | مغازه‌ها                |
| -۳   | به شمال                                         | M1 به سمت لوسیل                                   |                        |
| -۳   | سکوی جزیره‌ای، درها به سمت چپ یا راست باز می‌شوند |                                                   |                        |
| -۳   | به جنوب/شرق                                     | M2 به سمت المنصوره                                |                        |
| -۳   | به جنوب                                         | M1 به سمت الوکره/ ترمینال ۱ فرودگاه بین‌المللی حمد |                        |
| -۳   | سکوی جزیره‌ای، درها به سمت چپ یا راست باز می‌شوند |                                                   |                        |
| -۳   | به شمال/غرب                                     | M2 به سمت الرفاع                                  |                        |
| -۴   | به غرب                                          | M3 به سمت العزیزیه                                |                        |
| -۴   | سکوی جانبی، درها به سمت چپ باز می‌شوند           |                                                   |                        |
| -۴   | سکوی جانبی، درها به سمت راست باز می‌شوند         |                                                   |                        |
| -۴   | به شرق                                          | M3 به سمت راس بو عبود                             |                        |

خطوط قرمز و سبز به‌طور مشترک از مجموعه‌سکوهای یکسان در کنار یکدیگر بهره می‌برند، اما سکوهای خط طلایی در شرق سایر سکوها و به‌شکل عمود بر آن‌ها قرار دارند.